# 야나기쿠보

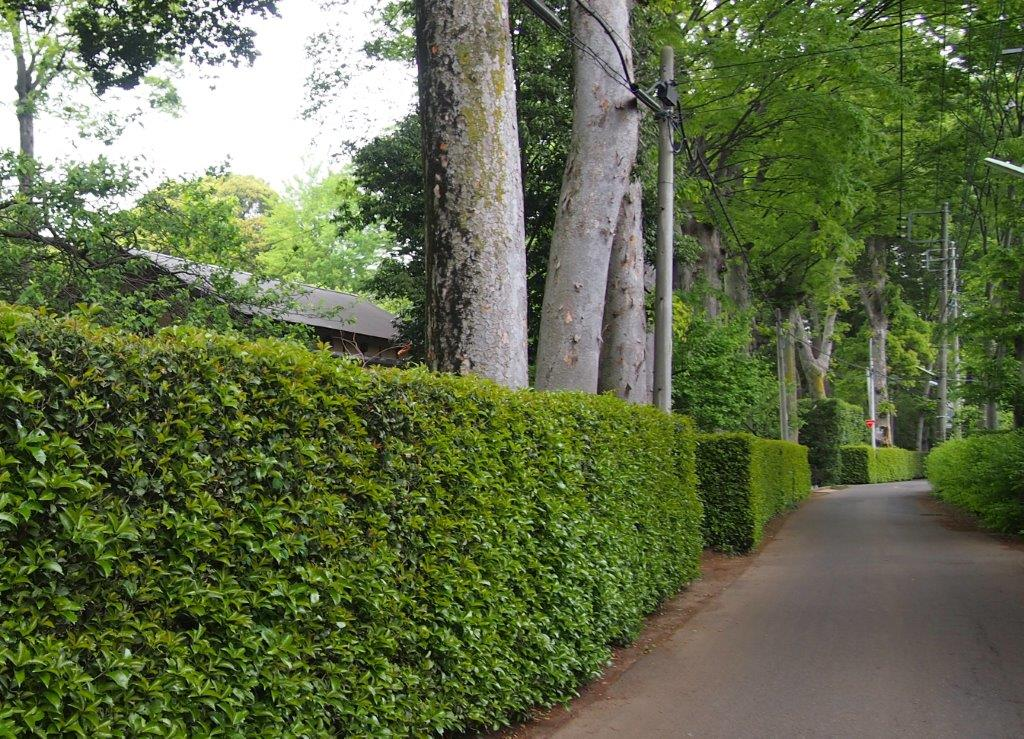
야나기쿠보

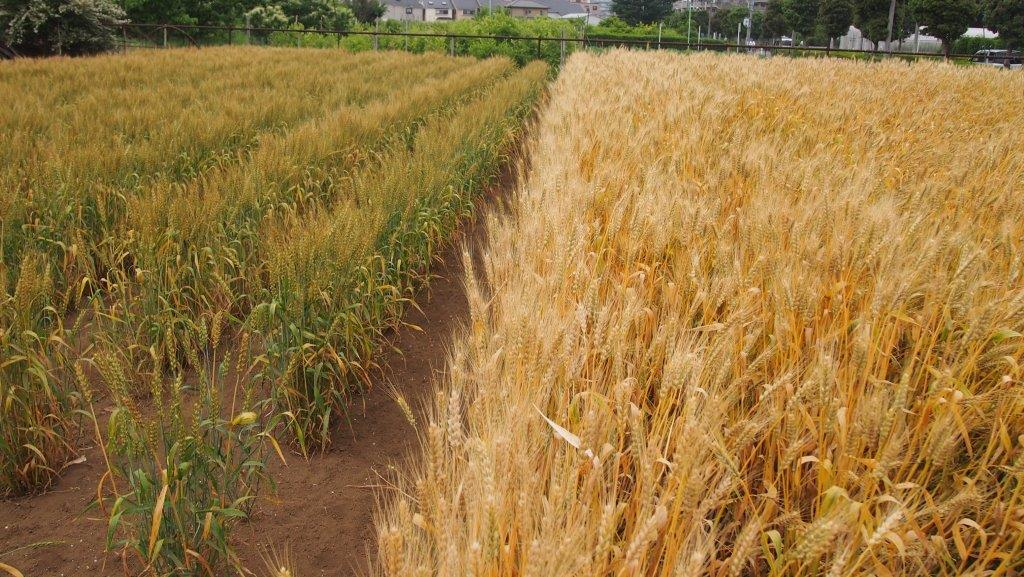
야나기쿠보 밀 (오른쪽)

야나기쿠보(일본어: 柳窪 やなぎくぼ[*])는 일본의 도쿄도 히가시쿠루메시에 있는 지역이다. 야나기쿠보 밀(柳久保小麦)의 발상지로 알려져있다.

## 참고 문헌
- 「角川日本地名大辞典」 編纂委員会 編, 편집. (1978年10月27日). 《角川日本地名大辞典 13 東京都》. 角川書店. 1253쪽.